# Rolê Gloob de Férias
Rolê Gloob de Férias é um game show produzido e exibido pelo Gloob desde 8 de janeiro de 2020, o programa é apresentado por Pedro Motta e Nicole Orsini.
É um especial, em comemoração aos 10 anos do canal Gloob, que estreou em 20 de janeiro de 2022, esta edição irá fazer desafios com temática dos programas do canal, além de contar com participação de antigos artigos da casa.

## Formato
O programa tem um formato parecido com o programa Passa ou Repassa do SBT. No programa, os artistas do canal precisam passar por diversas gincanas para conseguir pontos no placar final.

## Fases

### Primeira Fase
Em 8 de janeiro de 2020, estreou a primeira fase do programa, nessa fase as equipes eram da série Escola de Gênios e da sitcom Bugados. Os desafios do programa são: Desafio Mundo Gloob, Desafio D.P.A e o desafio Juntaê. Nesta fase, o programa era totalmente ao vivo e com exibição de desenhos animados. A exibição do programa durava 2 horas. Essa fase teve quatro edições.

### Segunda Fase
Em janeiro de 2021, estreou a segunda fase do programa, mas dessa vez o programa contou com algumas restrições de proteção devido a pandemia de COVID-19, como distanciamento entre os participantes e álcool em gel, para diminuir a aglomeração no estúdio, o programa contava com dois participantes no estúdio presencialmente e um de forma remota. Diferente da primeira fase, o programa foi totalmente gravado e sem exibição de desenhos, é também nesta fase os apresentadores e os participantes não interpretavam os seus personagens. As equipes foram divididas em dois times: Praieros de baldinho e Piscineiros de bóia. Essa fase teve três edições.

### Terceira Fase
Em 13 de julho de 2021, estreou a terceira fase do programa, diferente da segunda fase todos os participantes estavam presentes no estúdio para encarar diversos desafios como: Missão rolezivel, tubo de bolinhas e copia meu remelexo, desta vez o programa era exibido duas vezes na semana às 18h. Esta fase contou com "Relíquias Gloob", ferramenta que dava habilidades especiais aos participantes.

### Quarta Fase
Em 24 de janeiro de 2022, estreou a quarta fase do programa, desta vez com 5 edições sendo exibidas todos os dias pelo canal. Esta fase contou com um desafio especial, o "Rolê Retro", que trazia desafio de outras edições anteriores do programa como: Missão Rolezivel e Futebolha.
Desde 30 de junho de 2022, o programa não é mais exibido no canal, o que tudo indica que o programa foi cancelado.